# Dracula dens-canis
Dracula dens-canis là một loài thực vật có hoa trong họ Lan. Loài này được N.Peláez mô tả khoa học đầu tiên năm 2006.